# 河野光隆
河野 光隆（こうの みつたか、1941年10月29日 - 2025年7月18日）は、神奈川県横浜市出身のプロゴルファー。
兄は元プロゴルファーの河野高明。

## 人物
兄と同様で、横浜市立保土ヶ谷中学校卒業後に父親が勤務していた程ヶ谷カントリー倶楽部でキャディをしながらゴルフを修業し、1963年にプロ合格。
1965年の関東オープンでは首位で最終日（36ホール）を迎え、同じ程ヶ谷CC所属で師匠とも言える小野光一と石井朝夫のベテラン2人と同じ組で回ったが、無残にも崩れ去って23位に終わっている。
続く日本プロは初の有料試合となり、7月15日に30度を超える暑さの中で開幕。初日に首位に立ったのは66をマークした陳清波（ 中華民国）で、石井ら4人が2打差の2位につけ、中村寅吉がパープレーの72で30位であった。2日目も日射病で棄権する選手が出たほどであったが、71にまとめた陳が通算7アンダーで首位を守る中、46歳の小野と23歳の河野が1打差の2位に浮上。河野はこの日ベストスコアの67を叩き出し、小野は68をマーク。36ホールの最終日は陳、小野、河野が同組で激突。陳は人気、実力共にトップに君臨する第一人者であり、小野はカナダカップ優勝など輝かしい戦績を持つベテランであり、優勝経験のない若い河野は不利だという見方が大半であった。朝から小雨が降り、河野は脳裏に10日前の関東オープンの悪夢が過ぎっていた。「今度はあんな二の舞をしたくない…」「当たってくだけろ」「だけどベスト10には入りたい」など様々な感情が胸に渦巻いていたのとは裏腹に、河野は最初の9ホールで4バーディーを奪って首位に立つ。2位の陳とは4打差をつけ、小野はスコアメークに苦しみ、徐々に後退していった。インに入って陳が実力を発揮し始めて差を詰めてくると、第3ラウンドを終えて2人は通算8アンダーで並んだ。後日、ゴルフ誌に寄せた手記で河野は第3ラウンドを終えた時の心境を「18番で6フィートのバーディー・パットが入らなかったとき、ぼくは“負けた”と思った。と同時に経験の差でこうなっては仕方ないとあきらめた。あとはベスト10を狙っていこう。こう気持ちを切りかえたとき、なんだか急に気が楽になった」と綴っている。最終ラウンドで河野は1、2番で連続バーディーを奪い、対する陳は2、3番でボギーを叩きあっという間に差が開いた。10番パー5では2オンに成功してイーグルと終わってみればコースレコードの65を記録し、国内トーナメント新記録の通算15アンダーで2位の陳と藤井義将に6打差をつける圧勝であった。初優勝が日本プロとなり、河野は「こんなに早くタイトルをとれるとは思ってなかった」とゴルフ誌で語っている。
1966年は年頭にアメリカのトーナメント2試合に出場し、サンディエゴオープンでは予選通過を果たしているが、まだ24歳の若手で、優勝は前年の日本プロ1回のみであった。この年は目立った成績を残していなかった河野の前評判は決して高くなく、スポーツニッポンの事前記事では名前すら挙がっていないほどであった。会場の総武カントリークラブ（6960ヤード、パー72）は2年前にオープンしたばかりのコースで、大きなトーナメントを行うのは初めてであった。初日に河野は前評判を覆すかのように14番から上がり5ホール連続バーディーの爆発力で6アンダー66をマークし、橘田規・栗原甲子男・内田繁と共に首位に立った。2日目は73と失速し、首位の内田から7打差の16位にまで後退してしまったが、河野は報知新聞社発行のゴルフ誌『ゴルフ』に「ボクのゴルフはひとつでもバーディーが出だすと、調子にのって、どんどん行くんですよ。だけど、パットが入らなくなるとすぐ頭に来てしまって……」というコメントを寄せている。粗削りで波が大きいのが当時の河野のゴルフであったが、36ホールをプレーする最終日、前半の18ホールで4アンダー、68で回った。通算9アンダーで良い波が来ていたが、首位の内田も68をマークして通算16アンダー。河野は順位こそ6位に浮上したが差は7打のまま変わらず、内田は2位に5打差と独走態勢を築きつつあった。しかし、第3ラウンドで調子の波に乗りかかっていた河野が最終ラウンドで大きな波をつかまえる。1番で10ｍもの距離を入れてバーディーで気持ちが前向きになると、2、6番でもバーディーを奪ってアウトを3アンダーの33で折り返した。インではショットが冴えわたり、毎ホールのようにバーディーチャンスを迎える。10、12、13、14、17番でそのチャンスをモノにして一気に通算17アンダーとした。河野が強烈なラストスパートをかけているころ、内田は苦戦。第3ラウンドまでの好調ぶりは影を潜め、最終ラウンドは74と崩れた。鮮やかすぎる逆転劇で大会2連覇を達成し、通算17アンダーは前年のこの大会で自らが記録した15アンダーを更新する当時の国内トーナメント最多アンダー記録となった。試合後に河野は「せいぜい5、6位に入れれば……と思っていました」と控えめに口を開いたが、実は17番をプレーしている時に自分がリードしていることを知り、そこで初めて「いける」と思ったという。
前年に優勝副賞でオートバイを手にしていたが、この年の優勝副賞は自動車にグレードアップしていた。「だからなんとか取ってやろうとひそかにねらってはいたんです」と本音も見せた河野は後日、2度目の日本開催となるカナダカップの代表に初選出され、名実ともに日本を代表する選手として認知される。
カナダカップでは団体で杉本英世とペアを組み、ジャック・ニクラス&アーノルド・パーマー（アメリカ）、ハロルド・ヘニング&ゲーリー・プレーヤー（ 南アフリカ共和国）、陳清&呂良煥（中華民国）、ブルース・デブリン&ケル・ネーグル（ オーストラリア）に次ぎ、フランク・ファウラー&ジョージ・クヌードソン（ カナダ）、ロベルト・デ・ビセンツォ&レオポルド・ルイス（ アルゼンチン）、ドナルド・スウェレンス&フローリー・ファンドンク（ ベルギー）、バレンティン・バリオス&セバスチャン・ミゲル（ スペイン）、ピーター・アリス&トニー・ジャクリン（ イングランド）を抑えての5位に入った。
1967年にパーマー、プレーヤー、ニクラスが来日して行われたエキシビション『ビッグスリーインジャパン』では、シリーズ前後に日本のトッププロが挑戦する企画で、シリーズ前にプレーヤーと対戦している。
1967年にはワールドカップ2年連続選出を果たすなど兄の高明より先に大きく羽ばたいたが、その後は陰に隠れる。1970年には第1回長野県オープンで村上隆を抑えて優勝 するが、これが結局最後の優勝となった。
1973年にはアジアサーキット・タイランドオープンでグラハム・マーシュ（オーストラリア）に次ぐと同時にベン・アルダ（ フィリピン）と並んでの2位タイ、日本のプロ競技で初めて行われたチャリティートーナメント「ソニーチャリティークラシック」では宮本省三・杉本と並んでの6位タイ、全日空札幌オープンでは草柳良夫・陳清と並んでの7位タイに入った。
1975年の長野県オープンでは鷹巣南雄・小林富士夫と並んでの2位タイに入り、1988年の関東プロを最後にレギュラーツアーから引退。
2017年に兄の高明が第5回日本プロゴルフ殿堂入りを果たすが、河野は喜びのコメントを伝えている。
現在は千葉県佐倉市のゴルフ練習場「ユーカリ・ゴルフプラザ」専属プロとしてスクールを担当しており、大胆かつ繊細でいて的確な指導が定評である。
2025年7月18日死去。83歳没。

## 主な優勝

### レギュラー
- 1965年 - 日本プロ
- 1966年 - 日本プロ
- 1967年 - 読売国際オープン
- 1969年 - チャンピオンズトーナメント
- 1970年 - 長野県オープン